# Estació de Castellgalí
L'estació de Castellgalí va ser una estació operada per Rodalies Renfe que donà servei al poble de Castellgalí entre 1965 i mitjans dels anys 90 del segle xx, quan es va abandonar. Es troba a pocs metres del riu Cardener.

## Història
L'any 1859, quan es va inaugurar la línia Manresa-Terrassa, Castellgalí encara no comptava amb cap parada en el seu recorregut malgrat que la línia de tren travessava el terme del poble, incloent-hi el pont de dosrius que travessa el Llobregat. No va ser fins al 16 de juliol de 1965 que es va obrir el baixador de Castellgalí. Aquesta estació formava part de les línies R4 i R12 i es trobava entre l'estació de Sant Vicenç de Castellet i la ja també desapareguda estació dels Comtals.
A principis dels 90 es renovà l'estació però poc després s'abandonà a causa de la llunyania amb el nucli del poble, la falta d'ús, la dificultat per accedir-hi (no disposava d'accessos aptes per a automòbils) i la poca quantitat d'habitants a Castellgalí.
Actualment l'estació, que ja porta sense ús més de 27 anys, presenta clars signes d'abandonament.
L'any 2019 en les seves immediacions s'hi va produir un accident ferroviari a causa del xoc entre dos trens que provocà 1 mort i 105 ferits.

## Edificis
En el moment de la seva clausura l'estació comptava amb un edifici per a viatgers amb guixeta, un edifici auxiliar amb lavabos i amb una marquesina vermella a l'altra banda de la via. Actualment encara hi són visibles tots els elements però es troben notablement malmesos.